# Републикански път III-627
Републикански път IIІ-627 е третокласен път, част от Републиканската пътна мрежа на България, преминаващ по територията на Софийска и Пернишка област. Дължината му е 57,4 км.
Пътят се отклонява наляво при 75,2 км на Републикански път II-62 и се насочва на северозапад през Самоковската котловина. Минава през село Рельово и след разклона за Републикански път III-181 асфартовото покритие свършва и на протежение от 22,5 км пътят представлява полски (горски) път. В този си неизграден участък Републикански път IIІ-627 преминава през Букапреслапската седловина (между планините Витоша и Верила) и село Лисец и достига до село Горна Диканя. След това при село Долна Диканя слиза в Радомирската котловина, пресича Републикански път I-1 при неговия 307,2 км и продължава на северозапад през котловината. Преминава последователно през селата Друган и Червена могила и в центъра на град Радомир се съединява с Републикански път I-6 при неговия 69,9 км.
| Пътища, отклоняващи се надясно (населено място, № на пътя, посока на пътя) | Км   | Пътища, отклоняващи се наляво (посока на пътя, № на пътя, населено място) |
| -------------------------------------------------------------------------- | ---- | ------------------------------------------------------------------------- |
| Община Самоков, Софийска област, II-62, 75,2 км ←                          | 0,0  | ← 75,2 км, II-62, Софийска област, Община Самоков                         |
| с. Рельово                                                                 | 5    | с. Рельово                                                                |
|                                                                            | 6,2  | → общински път (за с. Белчински бани)                                     |
|                                                                            | 10,5 | ← 5,2 км, III-6205 (от 69,6 км на II-62)                                  |
| (за с. Алино) общински път ←                                               | 11,1 |                                                                           |
| (от гр. София) III-181, 33,4 км →                                          | 14,0 |                                                                           |
| Община Радомир, Област Перник                                              | 30   | Област Перник, Община Радомир                                             |
| с. Горна Диканя                                                            | 36,5 | → с. Горна Диканя общински път (за с. Дрен)                               |
| с. Долна Диканя                                                            | 39,1 | с. Долна Диканя                                                           |
| с. Долна Диканя                                                            | 40,5 | → с. Долна Диканя, 307,2 км, I-1 (до ГКПП Кулата - Промахон)              |
| (от ГКПП Видин - Калафат) I-1, 306,4 км →                                  | 41,3 |                                                                           |
|                                                                            | 44,3 | → общински път (за с. Владимир)                                           |
| (за с. Старо село) общински път, с. Друган ←                               | 44,3 | с. Друган                                                                 |
| (за с. Старо село) общински път ←                                          | 47,9 |                                                                           |
|                                                                            | 50,5 | → общински път (за с. Стефаново)                                          |
| с. Червена могила                                                          | 53   | с. Червена могила                                                         |
| (до гр. Бургас) I-6, 69,9 км, гр. Радомир ←                                | 57,4 | ← гр. Радомир, 69,9 км, I-6 (от ГКПП Гюешево)                             |